# Miss USA 2008
Miss USA 2008 è la cinquantasettesima edizione del concorso di bellezza Miss USA, e si è svolto presso il Planet Hollywood Resort and Casino di Las Vegas, Nevada l'11 aprile 2008. Miss USA 2007 Rachel Smith del Tennessee ha incoronato colei che ha preso il suo posto, Crystle Stewart del Texas, alla fine dell'evento.

## Risultati

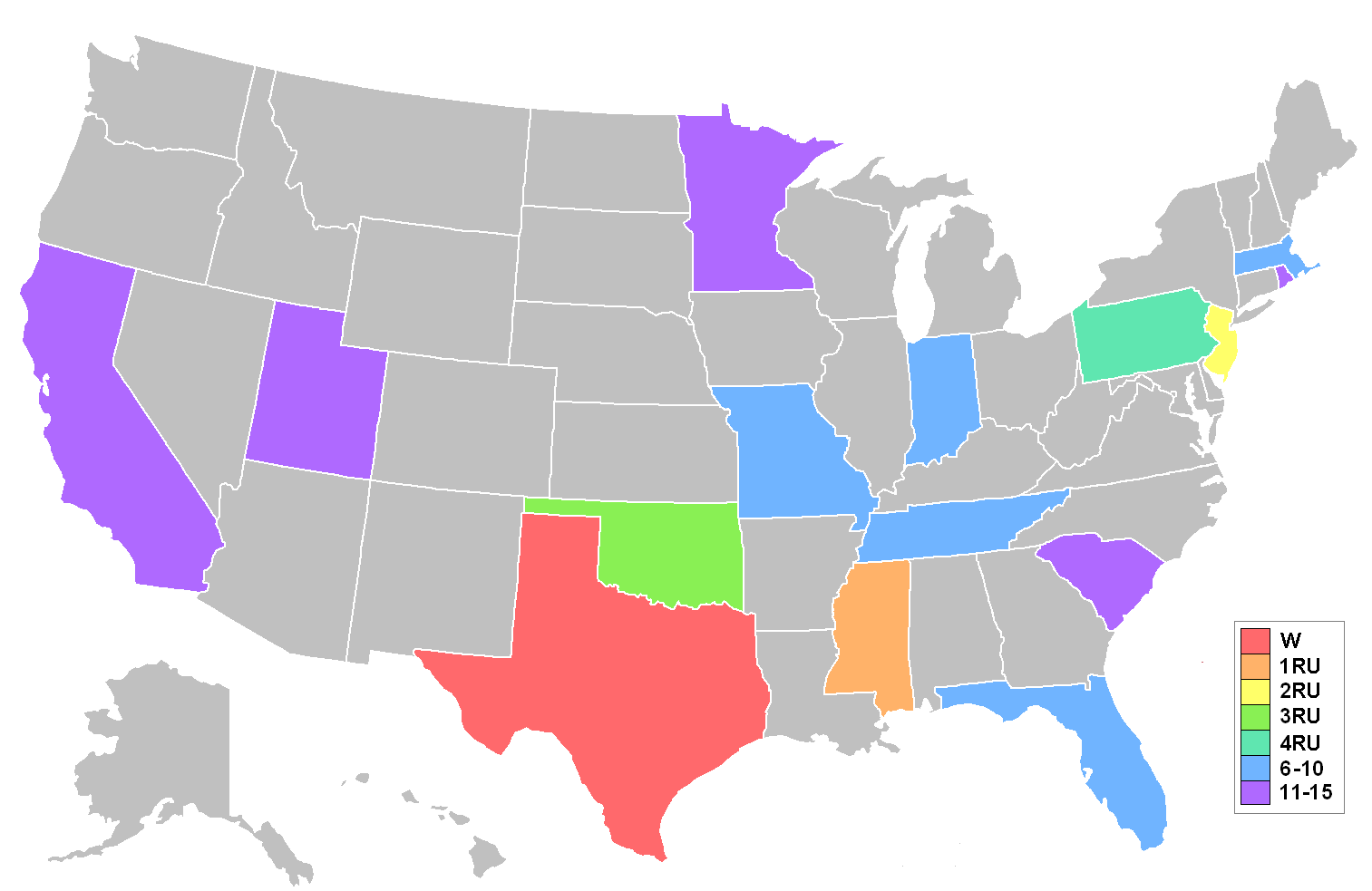
La mappa mostra i piazzamenti per stato.

### Piazzamenti
| Risultato finale | Concorrente |
| ---------------- | --- |
| Miss USA 2008    | - Texas - Crystle Stewart |
| 2ª classificata  | - Mississippi - Leah Laviano |
| 3ª classificata  | - New Jersey - Tiffany Andrade |
| 4ª classificata  | - Oklahoma - Lindsey Jo Harrington |
| 5ª classificata  | - Pennsylvania - LauRen Merola |
| Top 10           | - Missouri - Candice Crawford - Indiana - Brittany Mason - Florida - Jessica Rafalowski - Tennessee - Hailey Brown - Massachusetts - Jackie Bruno |
| Top 15           | - Carolina del Sud - Jamie Hill - California - Raquel Beezley - Utah - Julia Bachison - Rhode Island - Amy Diaz - Minnesota - Kaylee Unverzagt    |

### Riconoscimenti speciali
| Riconoscimento    | Concorrente                 |
| ----------------- | --------------------------- |
| Miss Congeniality | - Ohio - Monica Day         |
| Miss Photogenic   | - Alaska - Courtney Carroll |

## Concorrenti
- Alabama - Keisha Walding
- Alaska - Courtney Carroll
- Arizona - Kimberly Ann Joiner
- Arkansas - Rachel Howells
- Califórnia - Rachel Beezley
- Carolina del Nord - Andrea Duke
- Carolina del Sud - Jamie Hill
- Colorado - Beckie Hughes
- Connecticut - Jaqueline Honulik
- Dakota del Nord - Stephanie Tollefson
- Dakota del Sud - Charlie Buhler
- Delaware - Vincenza Carrieri Russo
- Distretto di Columbia - Chelsey Rodgers
- Florida - Jessica Rafalowski
- Georgia - Amanda Kozak
- Hawaii - Jonelle Hayfield
- Idaho - Tracey Renee Brown
- Illinois - Shanon Lersch
- Indiana - Brittany Mason
- Iowa - Abbey Curran
- Kansas - Michelle Gillespie
- Kentucky - Alysha Harris
- Louisiana - Michelle Berthelot
- Maine - Kaetlin Parent
- Maryland - Casandra Tressler
- Massachusetts - Jacqueline Bruno
- Michigan - Elisabeth Crawford
- Minnesota - Kaylee Unverzagt
- Mississippi - Leah Laviano
- Missouri - Candice Crawford
- Montana - Tori Wanty
- Nebraska - Micaela Johnson
- Nevada - Veronica Grabowski
- New Hampshire - Breanne Silvi
- New Jersey - Tiffany Andrade
- New York - Danielle Roundtree
- Nuovo Messico - Raelene Aguilar
- Ohio - Monica Day Boggs
- Oklahoma - Lindsey Jo Harrington
- Oregon - Mary Horch
- Pennsylvania - LauRen Merola
- Rhode Island - Amy Diaz
- Tennessee - Hailey Laine Brown
- Texas - Crystle Stewart
- Utah - Julia Marie Bachison
- Vermont - Kim Tantlinger
- Virginia - Victoria Marie Hall
- Virginia Occidentale - Skylene Montgomery
- Washington - Michelle Font
- Wisconsin - Michelyn Butler
- Wyoming - Cassie Shore

## Giudici
Giudici della fase preliminare
- David Dzanis
- Lisa Howfield
- Alicia Jacobs
- Sandy Mecca
- Charles J. Nabit, J.D.
- Bob Webber
- Mark J.Wylie

Giudici della finale
- Heather Mills
- Rob Schneider
- Kristian Alfonso
- Joey Fatone
- Christian Siriano
- Amanda Beard
- Kelly Carlson
- Ken Paves
- Shawne Merriman
- George Wayne
- Robert Earl